# Jean Péru
Jean Péru (Avignone, 1650 – Avignone, 1723) è stato un architetto francese.
È il padre di Jean-Baptiste I Péru (1676 - 1744) e nonno di Jean-Baptiste II Péru (1703 - 1790), che seguirono i suoi passi, sia in quanto architetti che scultori.

## Biografia
Suo padre è lo scultore Michel Péru, originario della Lorena, ma che ha trascorso quasi tutta la sua esistenza ad Avignone. Jean Péru fa il suo apprendistato nella bottega del padre, assieme a Jacques Bernus e Jean Dedieu. 

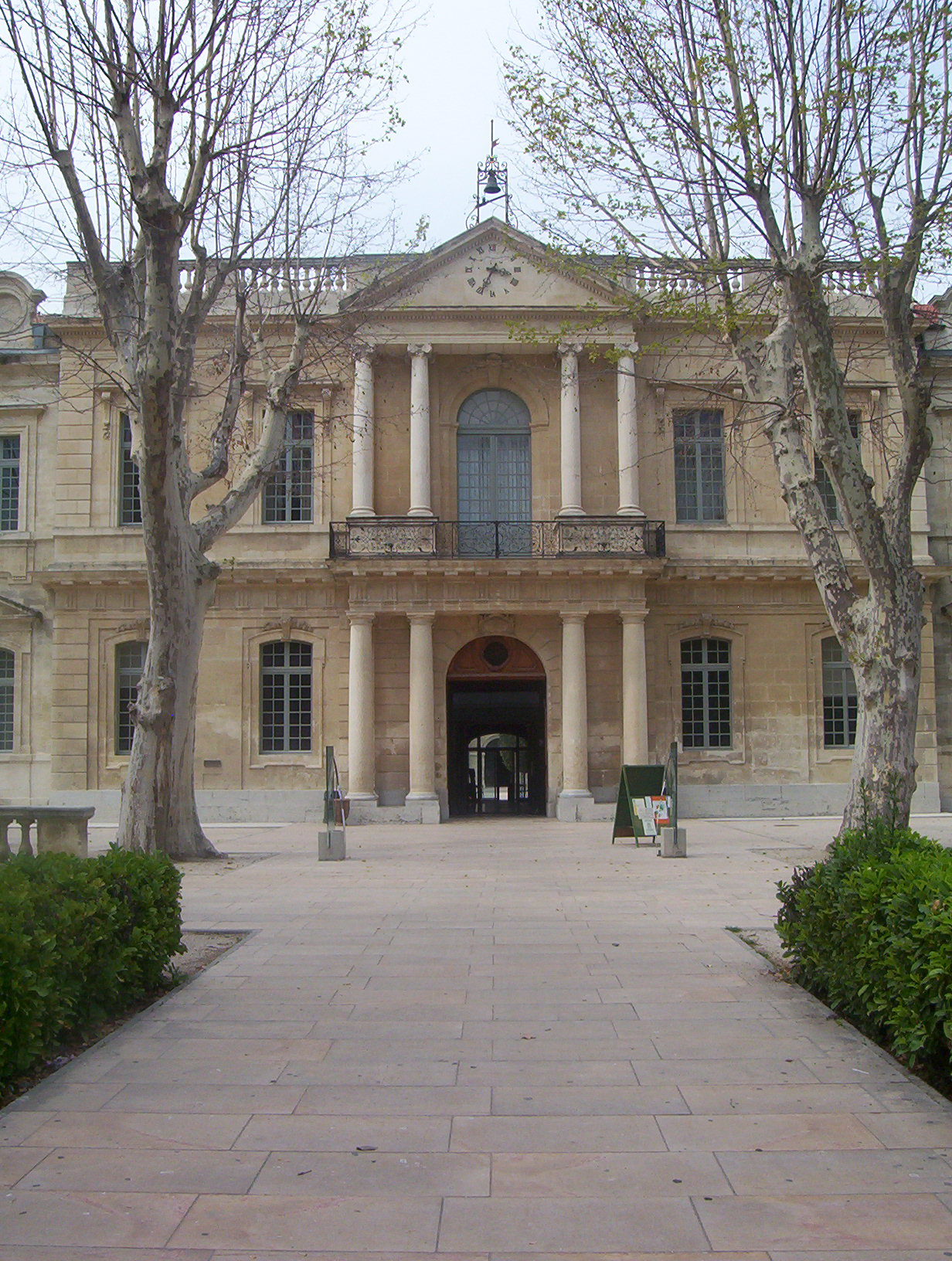
Facciata dell'ex-ospedale Santa Marta, oggi sede dell'università d'Avignone

I pontili e i moli lungo il Rodano vengono travolti dalle inondazioni del 1674. Péru viene chiamato a riparare l'iscrizione dedicata alla Vergine dall'architetto Louis-François de Royers de la Valfenière (1615 - 1688) che dirige i lavori. Nella stessa occasione, ripara anche una statua della Vergine che ornava il ponte san Benedetto. All'inizio degli anni 1680, Péru porta il titolo di maestro architetto, probabilmente iniziato dal maestro Louis-François de Royers de la Valfenière, al quale era molto legato.

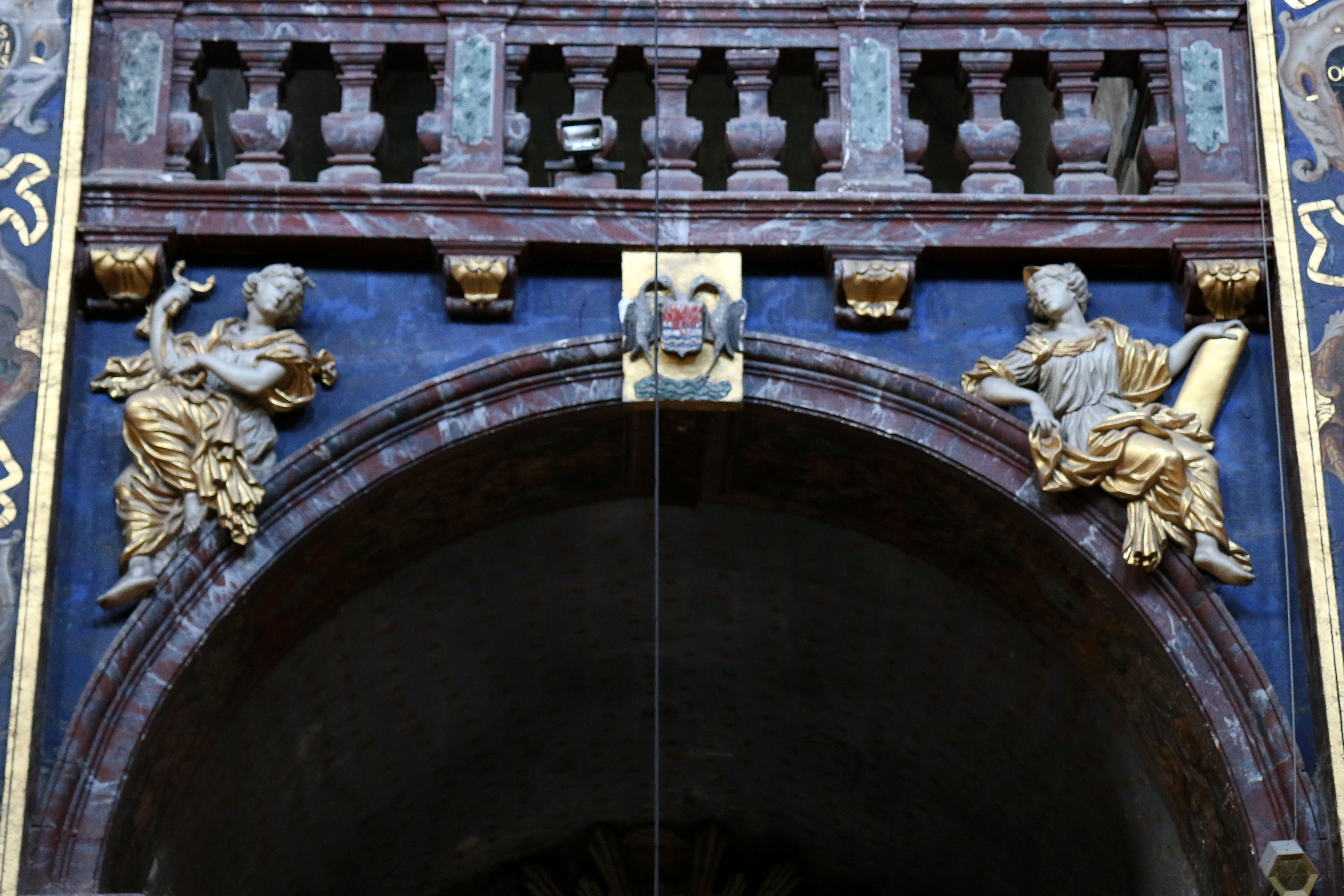
Isle-sur-Sorgue, allegoria della pace

Péru lavora essenzialmente ad Avignone, dove realizza la facciata dell'ospedale di Santa Marta. Lunga di 175 m, viene edificata fra il 1667 ed il 1830. Jean Péru vi lavora solo pochi anni, dal 1689 al 1693, ma è a lui che si devono le campate strette caratteristiche e i due livelli di finestre sormontate da abbaini. Il disegno delle campate di Péru (le prime ad ovest del portico centrale) è poi ripreso quando Jean-Baptiste Franque ricostruisce l'ala opposta, fra il 1743 ed il 1748, e poi ancora nel 1830 quando l'ala a ponente viene estesa. Prima dell'ospedale Santa Marta, lavora al palazzo della Charité de Tarascon, che sarà poi raso al suolo dopo essere stato pesantemente danneggiato dai bombardamenti del 1944.
Costruisce anche la grande scalinata del Noviziato dei Gesuiti di Avignone, nel 1685 e, a partire da 1712, anche le ali a sud e ad est. Questo lavoro sarà terminato da suo figlio Jean-Baptiste, dopo la sua scomparsa, nel 1723. A partire dal 1688, scolpisce numerosi elementi della collegiata a Isle-sur-la-Sorgue, e in particolare la serie di figure allegoriche muliebri destinate ad ornare gli archi delle cappelle laterali, e il basso-rilievo dell'Assunzione dietro la facciata.
Nel 1690, realizza la costruzione della cappella di San Benedetto nella chiesa dei Celestini, per la quale scolpisce una grande statua del santo, raffigurato come un giovane pastore, e quattro virtù. Oggi la statua è ospitata nella collegiata di Saint-Didier, mentre tre statue delle quattro virtù sono nella cattedrale di Notre-Dame des Doms. Segue il cantiere de l'hôtel de Galléans des Issarts (erroneamente attribuito al suo concorrente Pierre II Mignard) e del suo aranceto, sui quali ha lavorato a partire dal 1694.
All'inizio del XVIII secolo progetta la cappella della Vergine, detta dei Brantes, nella Collegiale di Sant'Agricola, che verrà edificata tra il 1703 e il 1707.
Fra il 1704 ed il 1712, ricostruisce il palazzo de Salvador (rue de la Masse); uno dei suoi aiutanti, a chi affida il cantiere, è Jean-Baptiste Franque, destinato ad una brillante carriera d'architetto. Negli stessi anni (dal 1703 al 1707) realizza la cappella di Brantes e le statue di san Giovanni Battista e santa Elisabetta e di quattro angeli musici ivi collocate. Segue, fra il 1705 ed il 1719, il lavoro nel quale realizza la cappella dei Penitenti Neri Fiorentini d'Avignone (oggi scomparsa).
Nel maggio 1707 viene chiamato a Lambesc, incaricato di rendicontare sui numerosi problemi di concezione della chiesa, iniziata nel 1700 sui piani dell'architetto di Aix-en-Provence, Laurent Vallon. Fa abbattere la cupola, "costruita contro le regole dell'arte". L'anno successivo, la cupola viene ricostruita seguendo i suoi piani.
Come scultore realizza l'altare maggiore del collegio dei gesuiti (l'attuale museo lapidario di Avignone). Ora scomparso, l'altare era costituito da un grande portico in pietra e stucco che faceva il giro dell'abside. Comportava dieci colonne, sedici pilastri e una trabeazione. Jean Péru è l'autore anche della Gloria in stucco sita alla base della volta dell'abside.